# Exogone minuscula
Exogone minuscula är en ringmaskart som beskrevs av Hartman 1953. Exogone minuscula ingår i släktet Exogone och familjen Syllidae. Inga underarter finns listade i Catalogue of Life.